# 후안 안토니오 라라냐가
후안 안토니오 "이온 안도니" 라라냐가 구루차가(스페인어: Juan Antonio "Ion Andoni" Larrañaga Gurruchaga, 1958년 7월 3일, 바스크 지방 아스페이티아 ~)는 스페인의 전 축구 선수로, 현역 시절 수비수로 활약하였다.

## 클럽 경력
라라냐가는 바스크 지방 기푸스코아 주 아스페이티아 사람이다. 그는 수비형 미드필더로 축구를 시작해 1977년에 인근 라군 오나크에서 레알 소시에다드로 이적하였다. 1980년 1월, 그는 나바라 지방의 이웃 페냐 스포르트와의 코파 델 레이 경기에서 1군 신고식을 치렀다.
그는 비록 왕가가 2연패를 차지했던 시기의 1년차인 1980-81 시즌에 출전 기회를 자주 잡지는 못했지만, 무승부로 우승을 확정지은 스포르팅 히혼과의 최종전에 출전하였고, 이듬해에는 전 경기에 출전하여 2골을 기록하였다. 그는 1986-87 시즌부터 1991-92 시즌까지 라 리가 경기에 결장한 횟수는 단 2번에 불과하다. 존 토샥이 레알 소시에다드 감독으로 취임하면서, 그는 최후방 수비수로 역할을 전환하였다.
1993-94 시즌 종료 후, 라라냐가는 36세의 나이로 현역에서 은퇴했는데, 460번의 1부 리그 경기 출장을 했는데, 모든 대회 통틀어는 589 경기 출장을 세워 알베르토 고리스에 이어 레알 소시에다드 역대 출장 2위 기록을 지니고 있다. 그는 리그 2연패 우승 주역들 중 유일하게 레알 소시에다드의 두 구장인 아토차와 아노에타에서 모두 뛰어본 선수이기도 하다.

## 국가대표팀 경력
라라냐가는 스페인 국가대표팀 경기에 딱 1번 출전했는데, 그 경기는 1988년 2월 24일, 말라가에서 1-2로 패한 체코슬로바키아와의 친선경기였다. 그는 U-21 국가대표팀 경기에 4번 출전한 경험이 있다.

## 은퇴 후
은퇴 후, 라라냐가는 감독직을 시작하였는데, 하부 리그에서 6년 정도 맡는 데에 그쳤다. 그는 ETB 1의 해설가로 2005-06 시즌 동안 활동하기도 했다.
2006년부터 2008년까지, 라라냐가는 그가 프로 선수로 활동했던 유일한 구단에서 유소년 기획자로 근무했지만, 시즌 끝에 해임되었다.

## 수상
레알 소시에다드
- 라 리가: 1980–81, 1981–82
- 코파 델 레이: 1986–87
- 수페르코파 데 에스파냐: 1982

## 같이 보기
- 원클럽맨 명단